# John Gotti, Jr.
Pour les articles homonymes, voir John Gotti et Gotti (homonymie).
John A. Gotti, né le 14 février 1964 à New York est un mafieux américain, fils de John Gotti. Il est surnommé Junior Gotti.

## Jeunesse
Gotti a deux sœurs, Victoria et Angela, et a eu deux frères, Peter et Frank. Ce dernier est mort, enfant, renversé par la voiture d'un voisin. Il fut introduit dans la famille Gambino par son père à Noël 1988. Deux ans plus tard, après son mariage avec Kimberly Albanese, fille d'un mafieux de la famille, Phillip Albanese, il fut promu caporegime.

## Parrain de la famille Gambino
Lors de l'incarcération à perpétuité de son père en 1992, il devint le nouveau parrain de la famille Gambino. Les mafieux de la famille, notamment Giordo (Giordino) et même de l'extérieur tels que Giuseppe Viglione, s'interrogeaient sur la légitimité de nommer un capo de moins de 30 ans, à l'époque, à la tête d'une telle organisation et dont la crédibilité ne reposait que sur le nom de son père.
Un proverbe mafieux dit que « la famille est aussi puissante que l'est son chef ». Les faits vérifiérent ce dicton. Les « Borgate » Genovese et Bonanno remplacèrent sur le terrain la famille Gambino, devenue plus faible. De fait, John Gotti Junior fut souvent critiqué pour son incompétence à diriger la famille Gambino face à ses rivales : Lucchese, Genovese et Bonanno.

## Incarcération et destitution
En 1999, il fut incarcéré pour des faits de racket pour une durée de 77 mois. Son oncle Peter Gotti le remplaça à la tête de la Famille Gambino. Il a été relâché en 2005. Depuis, il fut par trois fois mis en accusation pour des faits de rackets et de tentative d'enlèvement sur Curtis Sliwa, fondateur des Guardian Angels (ou Ange-Gardiens). Les trois procès débouchèrent sur des non-lieux, le dernier datant de 2006.
Le 5 août 2008, John Gotti Jr. est arrêté et emprisonné à la suite d'accusations d'implication dans un énorme trafic de cocaïne et pour les meurtres de 3 hommes à la fin des années 1980 et au début des années 1990. En octobre 2008, Gotti attend son procès, incarcéré à New-York. À la suite du non-lieu de son procès, il est relâché le 1er décembre 2009. Après quatre procès et cinq ans de travail, le gouvernement fédéral a annoncé, en janvier 2010, qu'il abandonnait ses poursuites contre Gotti pour ces accusations.

## Dans la fiction
En 2017, Spencer Lofranco l'incarne dans le film Gotti de Kevin Connolly.